# Макинтош (одежда)

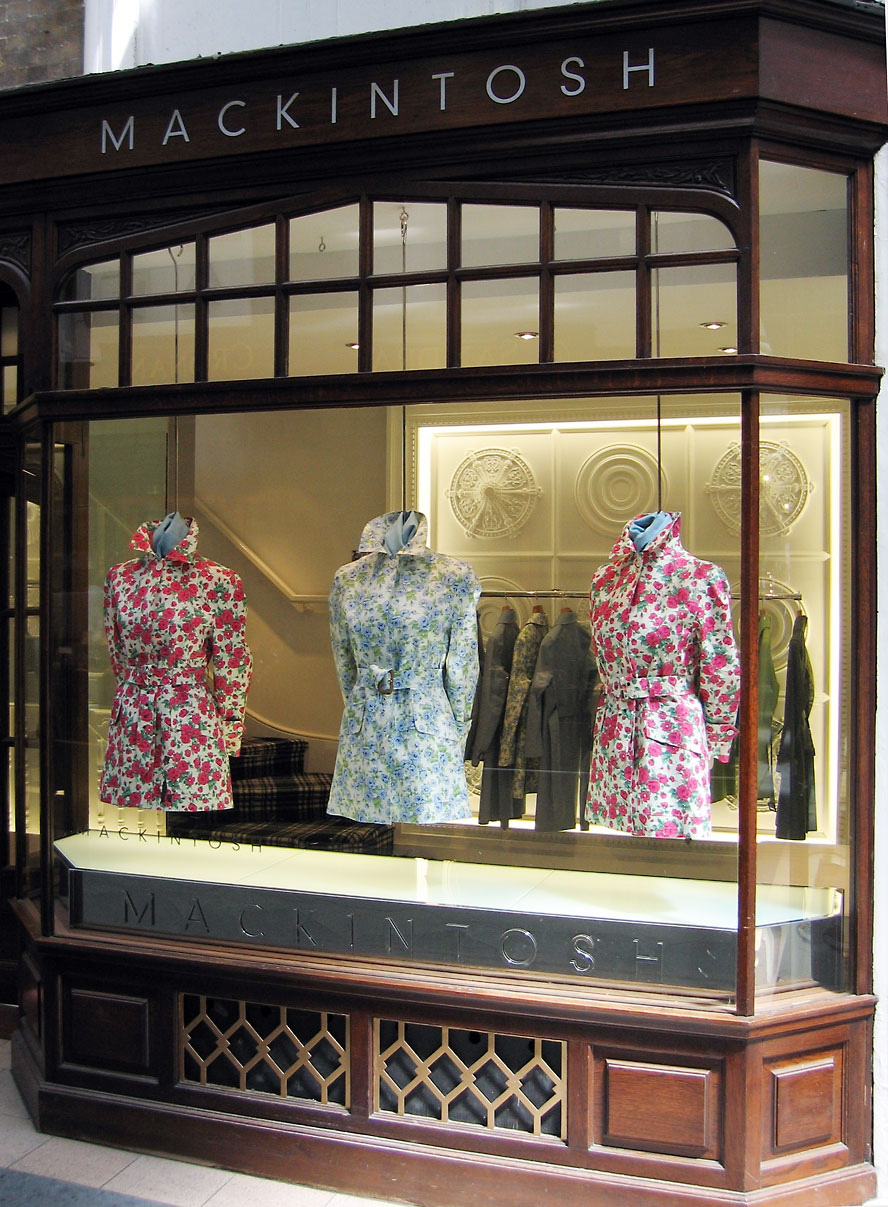
Витрина магазина Mackintosh в Лондоне

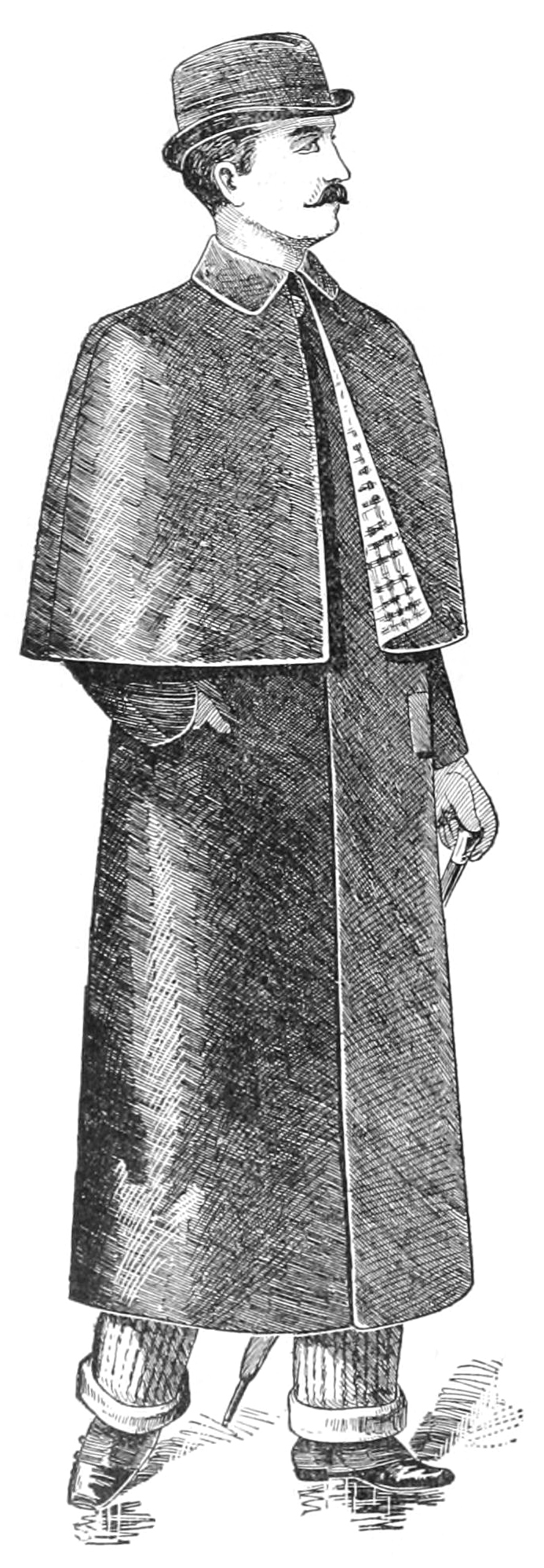
Макинтош 1893 года

Макинто́ш (англ. mackintosh) — плащ из непромокаемой прорезиненной ткани, а также летнее (обычно габардиновое) мужское пальто по типу такого плаща, которое было в моде в середине XIX века.
Название происходит от фамилии шотландца Чарльза Макинтоша.
В 1823 году шотландский химик Чарльз Макинтош, проводя очередной опыт, измазал рукав пиджака раствором каучука и спустя некоторое время заметил, что рукав пиджака не промокает. Он запатентовал это изобретение и основал компанию Charles Macintosh and Co. по производству непромокаемых изделий — макинтошей. Фрэнк Синатра, Дин Мартин и другие очень ценили этот предмет гардероба.

## Макинтош в произведениях культуры
Но пожилая дама вошла с улицы в холл одновременно с ними. На ней был макинтош.
— Агата Кристи. Десять негритят (Глава XI), 1939.
Скользкая мостовая блестела, как мокрый макинтош.
— Оскар Уайльд. Портрет Дориана Грея (Глава XVI), 1890.
…И, садясь комфортабельно в ландолете бензиновом,

Жизнь доверьте Вы мальчику в макинтоше резиновом…
— Игорь Северянин. Кензели («В шумном платье муаровом…»), 1911.
- А. Конан Дойл, «Львиная грива» (сб. «Архив Шерлока Холмса», 1927):

Макферсон был в одних брюках и в накинутом на голое тело макинтоше, а на ногах у него были незашнурованные парусиновые туфли. Когда он упал, пальто соскользнуло, обнажив торс
(Перевод М. Баранович).
- Широкое внимание к термину в СССР, его вербальная популярность, были во многом вызваны песней Константина Беляева, исполненной Аркадием Северным «Жора, подержи мой макинтош» (1973, Ленинград, т. н. «Программа для Госконцерта»)

Я с детства был испорченный ребенок, — боже ж мой!

На папу и на маму не похож.

Я женщин обожал уже с пелёнок — ша!

Жора, подержи мой макинтош! …
— У В. В. Набокова в «Лолите»: «Пока я шел, дождь полил как из ведра, но у меня не хватило сил вернуться за макинтошем…»
- Макинтош упоминается в «Двадцати сонетах к Марии Стюарт» Иосифа Бродского (1974):

Красавица, которую я позже

любил сильней, чем Босуэлла — ты,

с тобой имела общие черты

(шепчу автоматически „о, Боже“,

их вспоминая) внешние. Мы тоже

счастливой не составили четы.

Она ушла куда-то в макинтоше…
- И в песне А. Розенбаума «На улице Гороховой»

А в воздухе мелькали две колоды и нож,

Шмат сала, водка, голое колено.

Продул армяшка Хачик в карты свой макинтош,

А Васька Оське два зуба коренных.
- В песне М. Круга «Фраер»

На тебе, мышиный туз,

Был майорский макинтош

И с кокардою картуз -

На себя ты не похож!
- В песне группы «Крематорий» «Сон ни о чём»:

Все одеты с иголки в шелк и меха

А на мне макинтош разрисованный серебром

А между ног святая Бхагават Гита
и песне «Концерт для оркестра с трубой»:
Сосал кровь из вен гетероидный насос.

Вчера я помнил ответ, но не знал в чем вопрос.

Я носил макинтош, как настоящий панк,

Я заполнял этот мир, как заполняют бланк.
- В песне группы «Монгол Шуудан» «Во дела!»:

Надену деревянный макинтош

Потом в могилу бросят медный грош
- А также — в песне Майка Науменко «Пригородный блюз»:

Часы пробили ровно 11 часов

Венечка взял сумку с тарой и без лишних слов

Надел мой старый макинтош и тотчас был таков…
и «Прощай детка»:
Надень мой старый макинтош, возможно будет гроза
- Федя — герой фильма Леонида Гайдая «Операция «Ы» и другие приключения Шурика» — словосочетанием деревянный макинтош иносказательно обозначает гроб:

Скоро на тебя наденут деревянный макинтош, и в твоём доме будет играть музыка. Но ты её не услышишь.
- Макинтош является любимой верхней одеждой Эраста Петровича Фандорина, поэтому он часто упоминается в детективных произведениях Бориса Акунина[источник не указан 3057 дней].